# Hohengoeft
Hohengoeft é uma comuna francesa na região administrativa de Grande Leste, no departamento Baixo Reno. 

## Demografia
Evolução da população:
| 1962 | 1968 | 1975 | 1982 | 1990 | 1999 |
| ---- | ---- | ---- | ---- | ---- | ---- |
| 323  | 334  | 304  | 307  | 435  | 480  |